# دینگبوچ
دینگبوچ (به لاتین: Dingboche) یک منطقهٔ مسکونی در نپال است که در منطقه ساگارماسا واقع شده‌است. دینگبوچ ۴٬۴۱۰ متر بالاتر از سطح دریا واقع شده‌است که به عنوان بلندترین سکونتگاه نپال شناخته می‌شود.

## نگارخانه

دینگبوچ
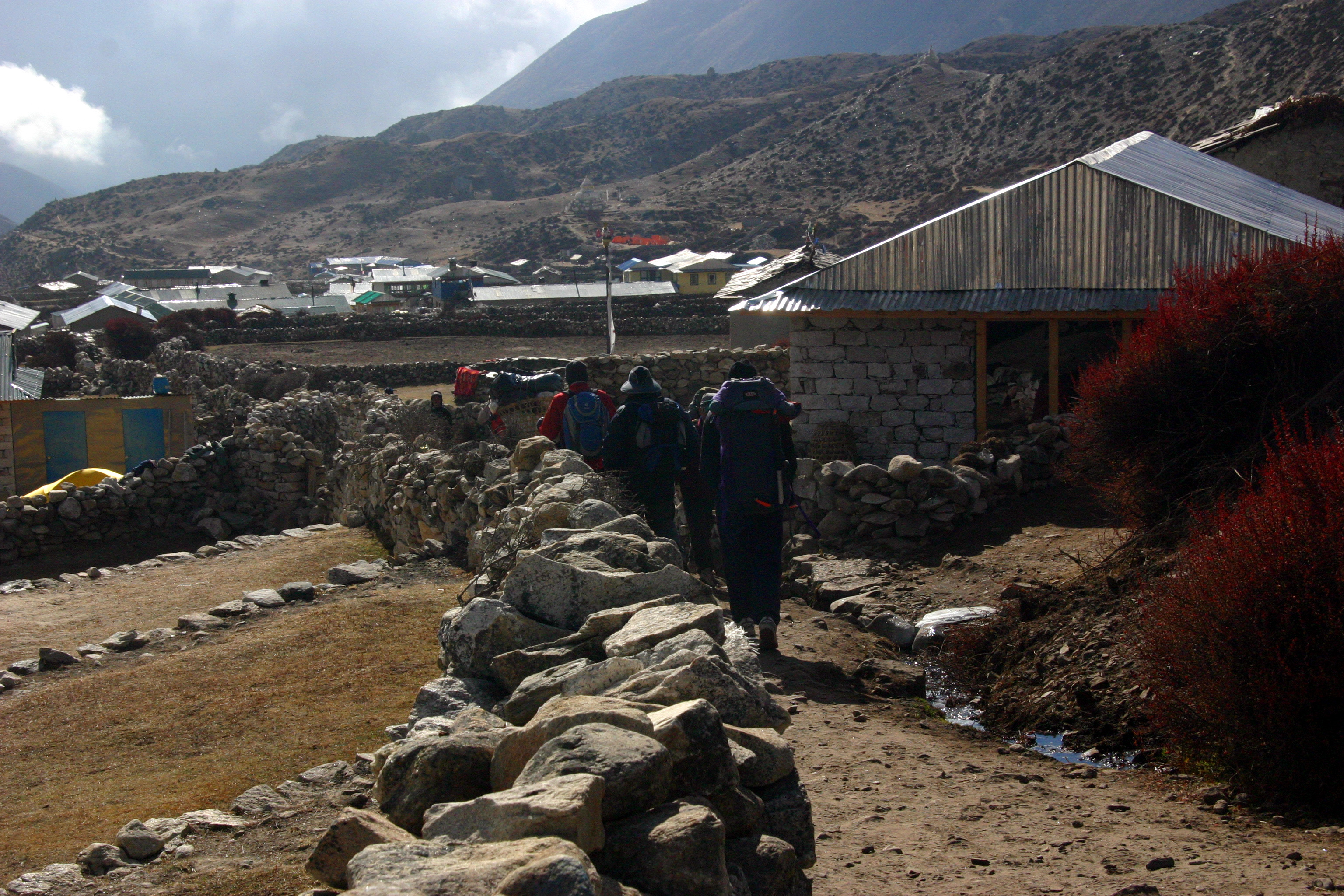
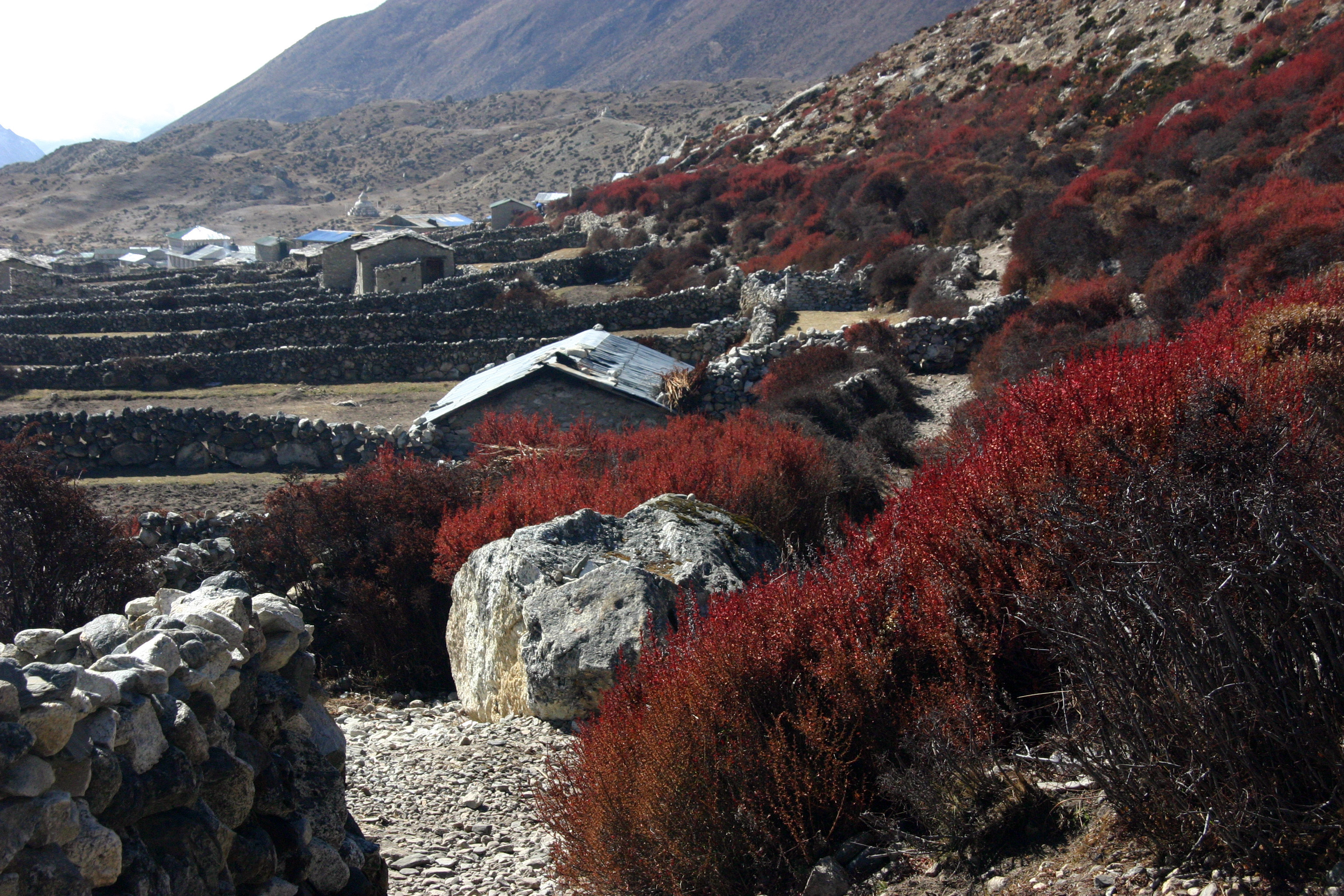
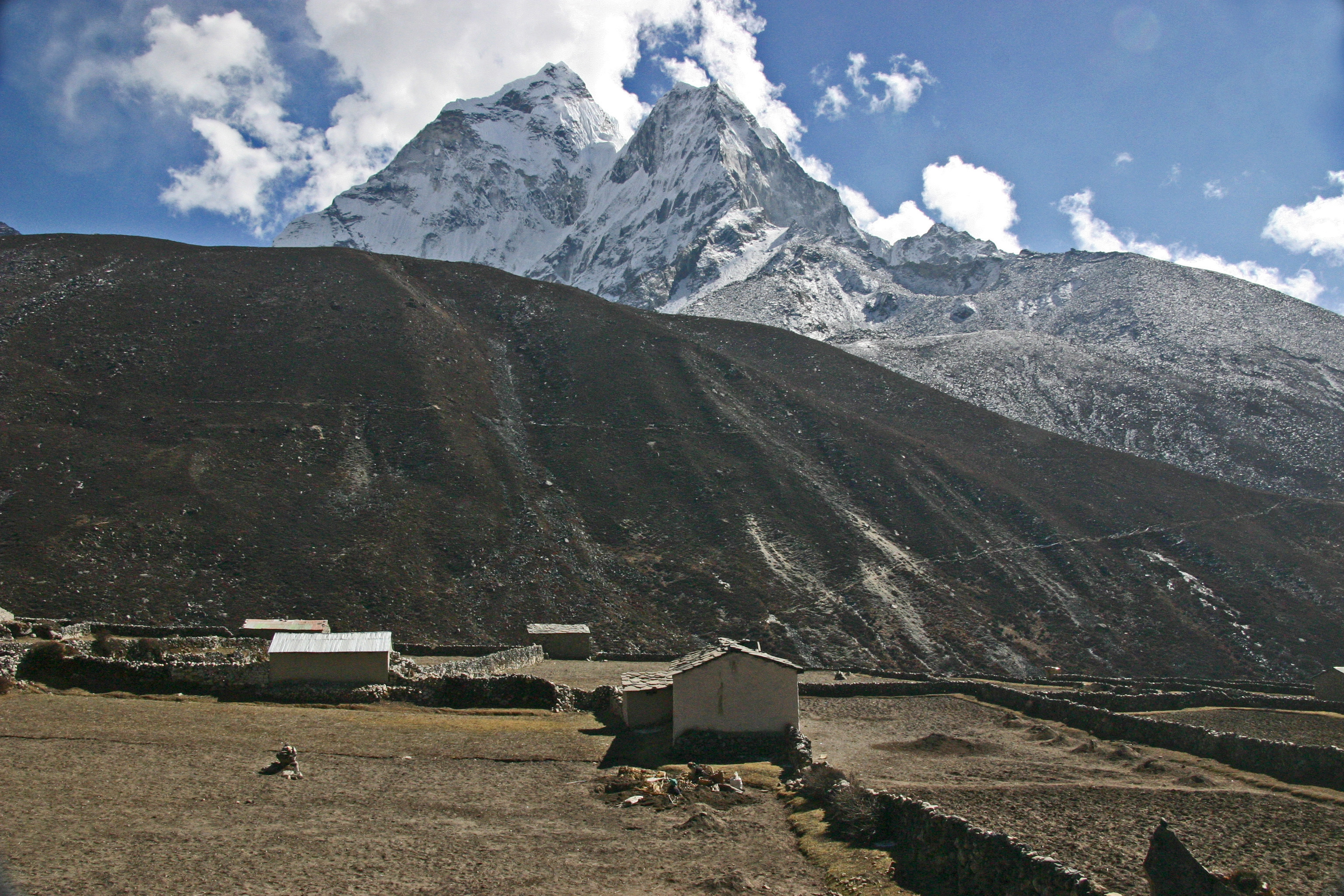
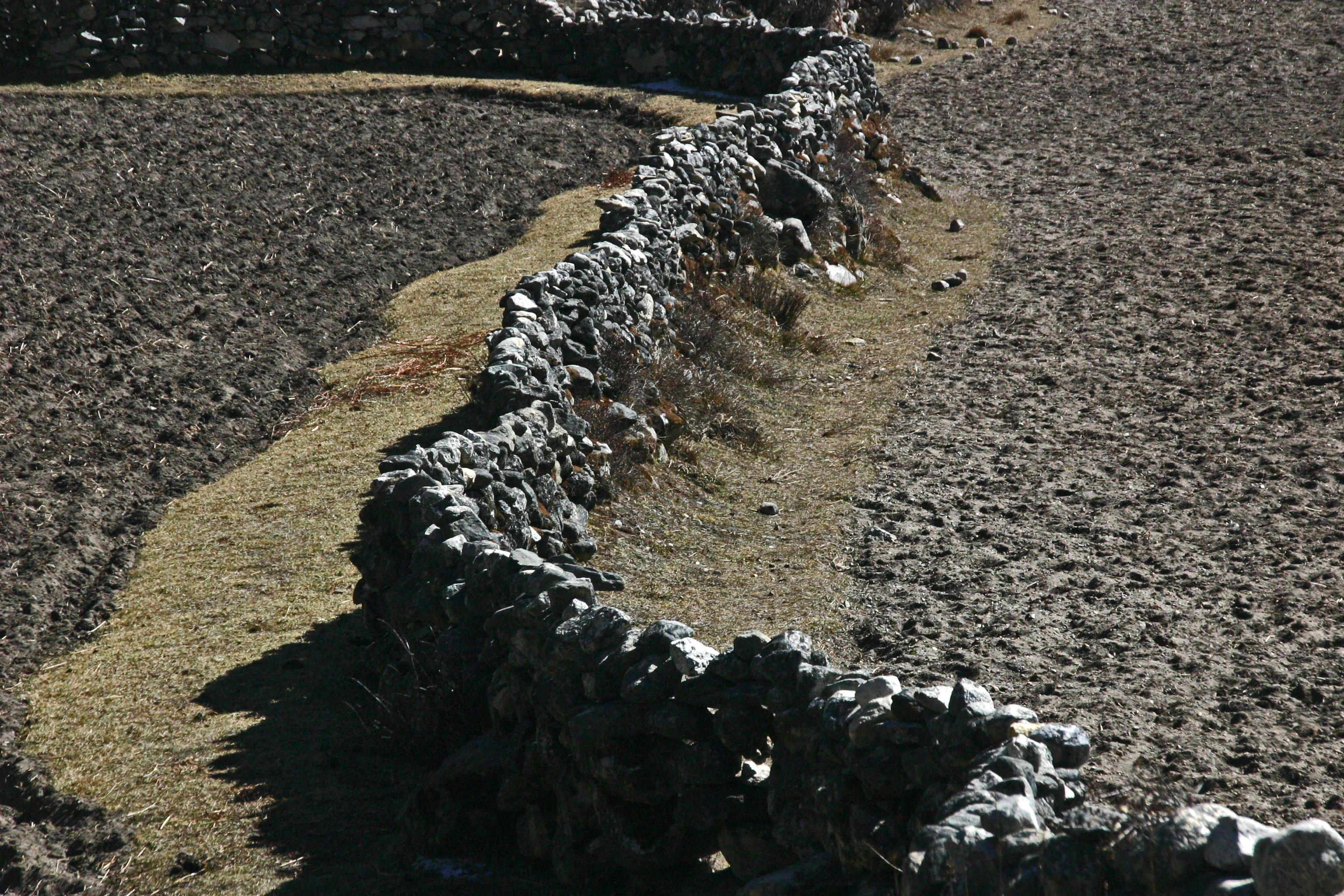
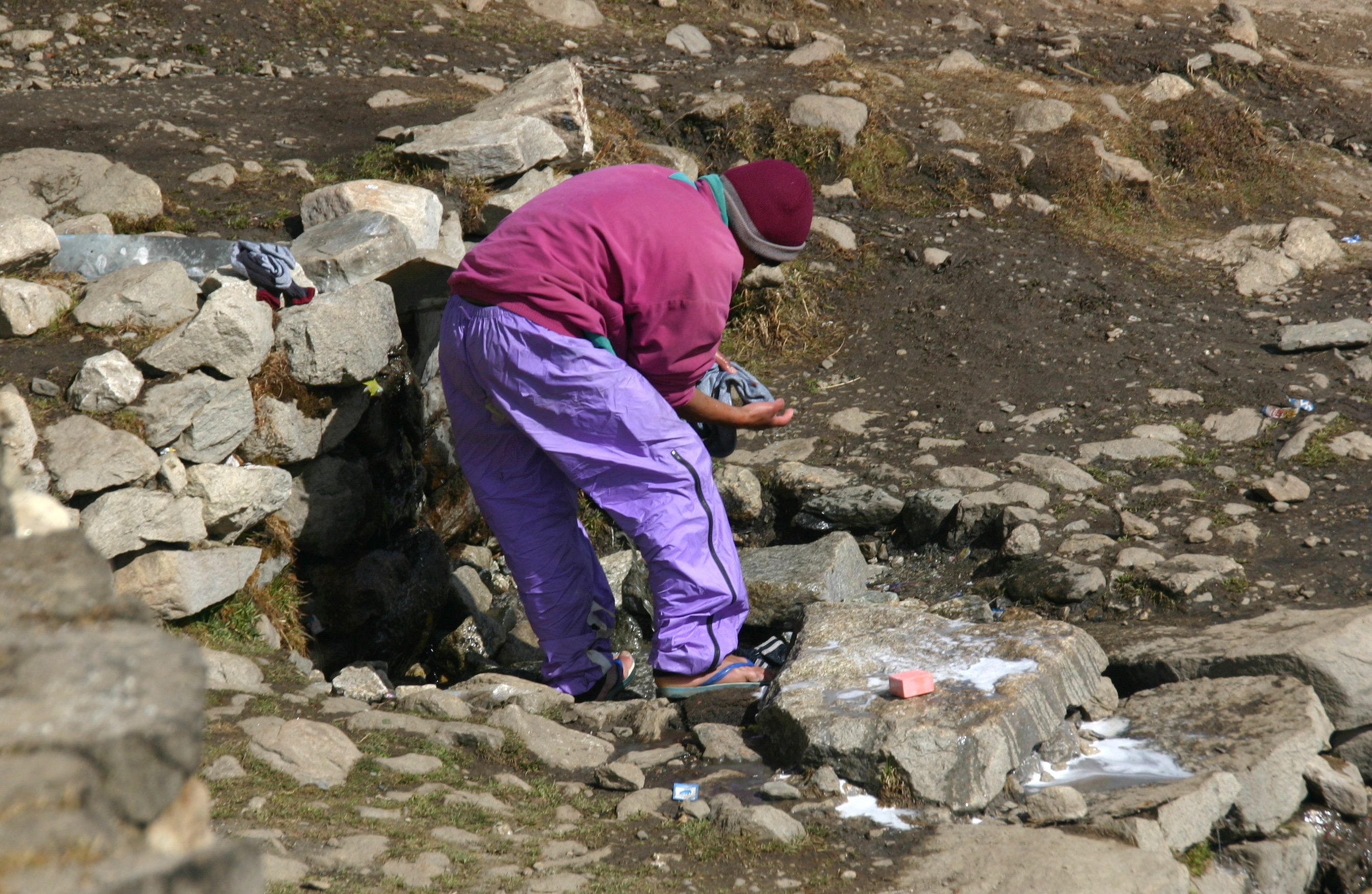
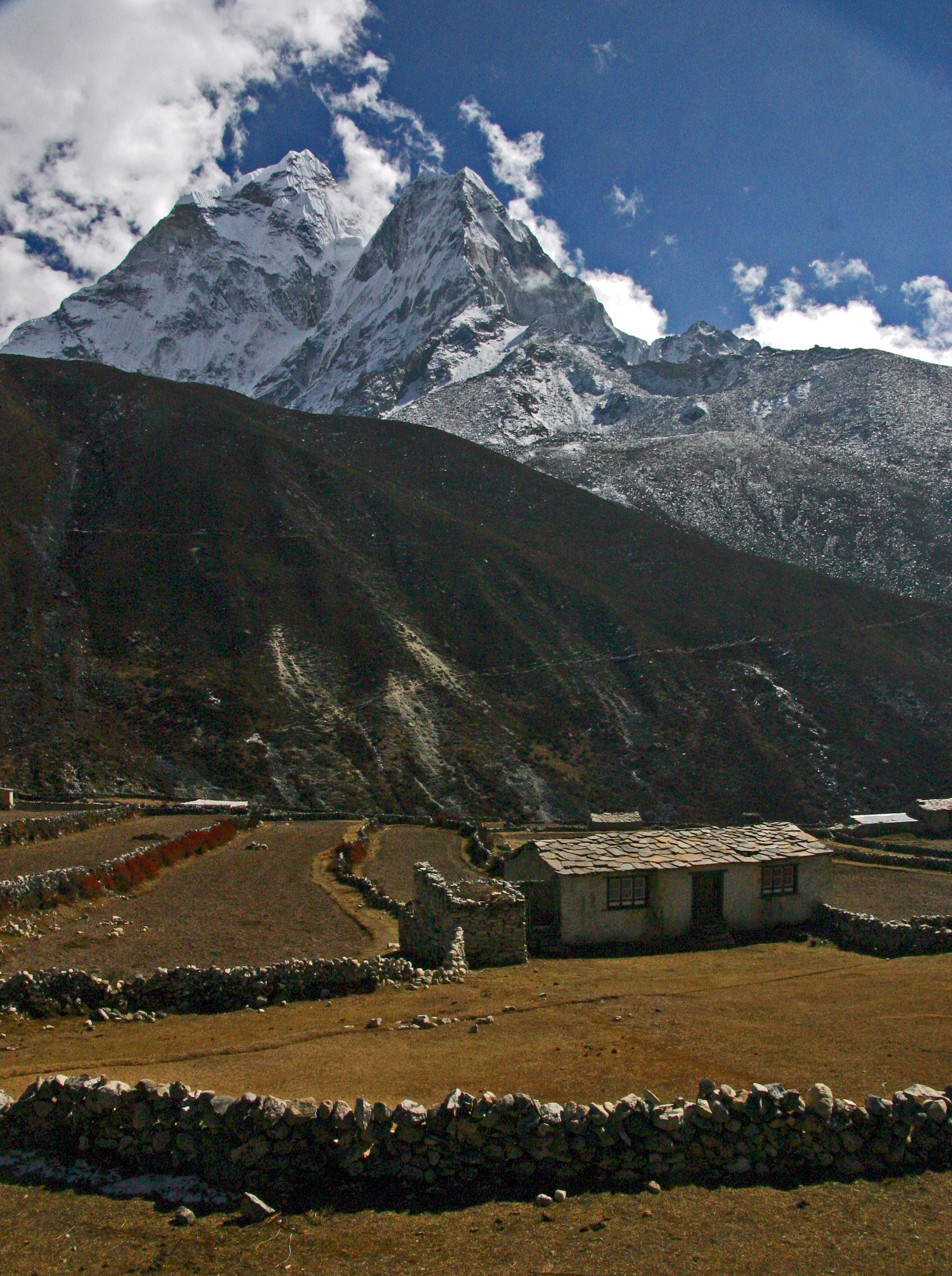